# Lethades schmiedeknechti
Lethades schmiedeknechti là một loài tò vò trong họ Ichneumonidae.